# Ninski stanovi - livade
Ninski stanovi - livade este o arie protejată (sit de importanță comunitară — SCI) din Croația întinsă pe o suprafață de 403,78 ha, integral pe uscat.

## Localizare
Centrul sitului Ninski stanovi - livade este situat la coordonatele 44°13′15″N 15°13′41″E / 44.22078°N 15.227989°E.

## Înființare
Situl Ninski stanovi - livade a fost declarat sit de importanță comunitară în iulie 2013 pentru a proteja 1 specie de plante.

## Biodiversitate
Situată în ecoregiunea mediteraneană, aria protejată conține 1 habitat natural: Pajiști submediteraneene de Molinio-Hordeion secalini.
La baza desemnării sitului se află o specie protejată de  plante: Scilla litardierei.